# Zamek w Raudaniu
Zamek w Raudaniu (lit. Raudonės pilis) – zamek położony w miejscowości Raudań na Litwie, w rejonie jurborskim, nad rzeką Niemen. Pierwotnie wzniesiony w stylu renesansowym na przełomie XVI i XVII wieku, później wielokrotnie przebudowywany, m.in. w stylu neogotyckim.

## Historia
Pierwsza, drewniana warownia w Raudaniu został zbudowany około roku 1337 zbudowana przez zakon krzyżacki. Budowę murowanego zamku rozpoczęto pod koniec XVI wieku Hieronim Kryszpin-Kirszensztein. Budowa renesansowej rezydencji została ukończona na początku XVII wieku. W połowie XVII wieku zamek nadal należał do Kryszpinów. W XVIII wieku posiadłość przeszła w ręce Olędzkich, którzy dokonali pewnych modyfikacji, dodając m.in. elementy barokowe. W 1810 roku zamek kupił książę Platon Zubow. Kolejne zmiany wprowadziła w latach 70. XIX wieku wnuczka Zubowa, Sophia, wraz z mężem, portugalskim arystokratą José Carlosem de Faria e Castro. Zamek znacznie ucierpiał podczas I wojny światowej, a następnie został uszkodzony w trakcie II wojny światowej. Po wojnie zamek został odbudowany i zaadaptowany na potrzeby szkoły.

## Architektura
Zamek w Raudaniu został wzniesiony z czerwonej cegły. Jego najbardziej charakterystycznym elementem jest wysoka, cylindryczna wieża o wysokości 33 metrów, pochodząca jeszcze z pierwotnej, renesansowej budowli. Pierwotnie zamek miał charakter obronnej rezydencji renesansowej. W wyniku XIX-wiecznych przebudów nadano mu formy neogotyckie, z elementami romantyzmu. W zabytkowym parku zamkowym, o powierzchni około 27 hektarów, rośnie m.in. słynna lipa, która była nominowana do konkursu Europejskie Drzewo Roku.